# Mossberg 500

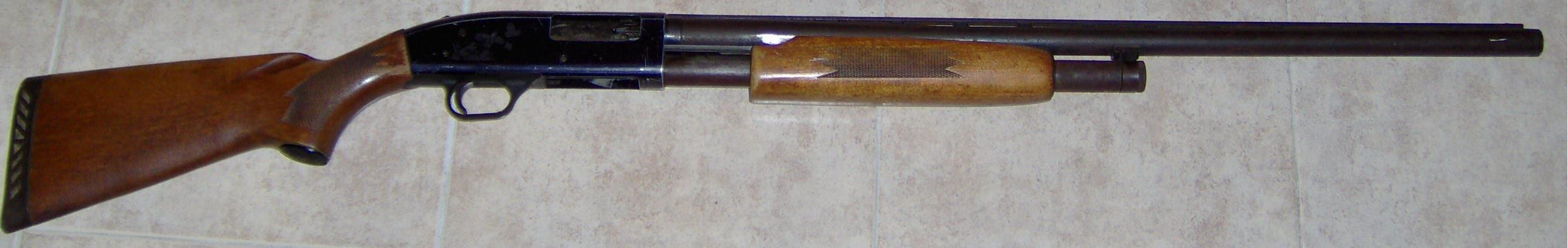
Un Mossberg 500 AL avec canon canon long pour la chasse.

Le Mossberg 500 est un fusil à répétition ou  Slide Action, en argot « à pompe » à âme lisse conçu aux États-Unis par la firme O.F. Mossberg & Sons. Cette arme est l'une des plus répandues sur le marché américain aux côtés du Winchester 1300 et du Remington 870 en raison de sa bonne qualité et de son prix raisonnable. Il existe une copie pakistanaise de qualité de la version police de cette arme fabriquée par Daudsons Armoury (Peshawar).
Chambré en calibre 12, calibre 20 et .410, il est commercialisé, tant pour la chasse que pour les applications de maintien de l'ordre dans de nombreuses configurations. Muni d'une crosse en bois ou en polymère, il peut également recevoir une seconde poignée pistolet en lieu et place de la garde classique qui permet le rechargement. Les versions possédant une poignée pistolet à la place de la crosse d'épaule sont appelées cruiser.  D'autres versions, home defence ou tactical, empruntent parfois des éléments au Mossberg 590 qui est la version militarisée du 500.
Il est équipé de canons interchangeables, sans outils, de différentes longueurs. Les plus courts (35,5 cm, 45,72 cm, 50,8 cm) sont utilisés pour les applications de maintien de l'ordre et de tir à balle alors que pour la chasse le canon peut aller jusqu'à 71,12 cm. 

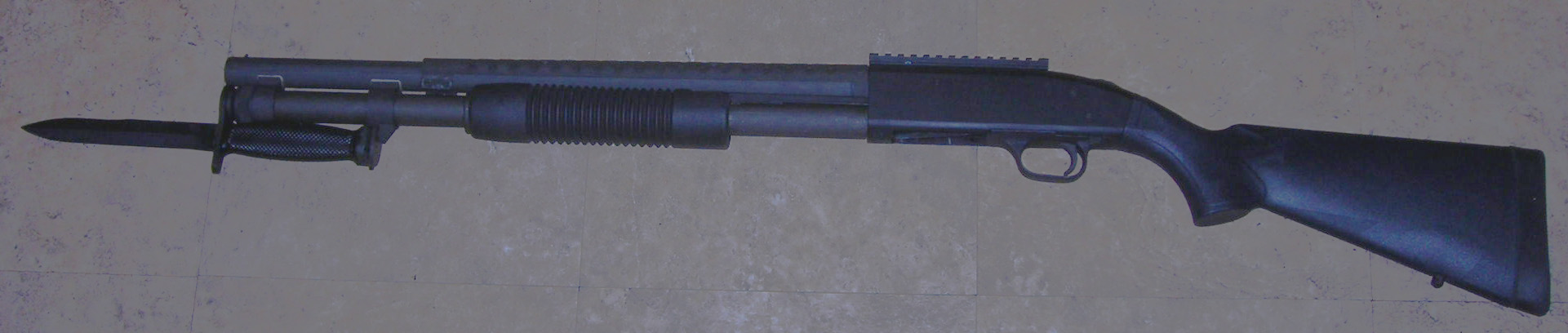
Le Mossberg 590A1 : Un M500 militarisé notamment en service dans l'US Marine Corps avec sa baïonnette M7 (celle du M16A1) montée.

Le Mossberg 590 est sa version destinée à l'armée. Renforcé, doté d'un carénage ventilé sur le dessus du canon destiné à éviter les brûlures, son magasin a été rallongé et on peut lui adjoindre une baïonnette. Il est disponible avec une crosse d'épaule en polymère, une crosse d'épaule se repliant sur le dessus de l'arme ou avec une simple poignée pistolet et pas de crosse d'épaule du tout. La dernière version, le Mossberg 590DA est équipée d'une platine double action. Le Mossberg 590 a été adopté par l'US Marine Corps. Des M590 équipés de baïonnettes ont ainsi servi dans les operation Desert Storm, opération Iraqi Freedom et opération Enduring Freedom. Enfin, de nombreux services de police et de sécurité aux États-Unis fournissent des riot guns Mossberg à leur patrouilleurs.
Mossberg propose une gamme économique sous la marque Maverick Arms Le Maverick 88 utilise les mêmes crosses et canons que le Modèle 500. Mais la sûreté est actionnée par un bouton-poussoir situé sur le pontet, et non à l'arrière du couvre-culasse. Les Maverick 88 n'existent qu'en finition bronzée et crosse en matière synthétique. Les fusils Maverick Arms sont fabriqués au Texas, et non dans l'usine principale de Mossberg, sise dans le Connecticut. Les M88 vendus peu chers dans les années 1980-1990 ont conquis de nombreuses sociétés de gardiennage et de transport de fonds en France.

## Mossberg 500 Chasse
- Platine : simple action
- Calibre : 12, 20, ou .410
- Longueur : 110 à 125 cm
- Longueur du canon : 61 à 76 cm
- Poids non chargé : 3 à 3,6 kg
- Capacité : 5 coups en magasin tubulaire

## Mossberg 500 ATP/500 Persuader
- Platine : simple action
- Calibre : 12 Magnum,
- Longueur : 97 à 102
- Longueur du canon : 47 à 51 cm
- Poids non chargé : 2,9 à 3,1 kg
- Capacité : 5 ou 7 coups en magasin tubulaire

## Mossberg 500 ATP(6/8)C/500 Cruiser
- Platine : simple action
- Calibre : 12 ou 20.
- Longueur : 71 à 74 cm
- Longueur du canon : 47 à 51 cm
- Poids non chargé : 2,6 à 2,8 kg
- Capacité : 5 ou 7 coups en magasin tubulaire

## Mossberg 500 Bullpup
- Platine : simple action
- Calibre : 12
- Longueur : 78,4 cm
- Longueur du canon : 50,8 cm
- Poids non chargé : 3,8 kg
- Capacité : 6 ou 8 coups en magasin tubulaire

Adaptation militaire et policière du modèle 500. 

## Mossberg 505
Adaptation du Mossberg 500 pour personne de petite stature. Notamment, crosse et canon plus courts, amplitude de mouvement de pompe plus courte.

## Mossberg 535
Identique au modèle 500 mais avec une culasse pouvant recevoir des cartouches de 3,5 pouces (3 pouces pour le 500). Disponible seulement en calibre 12.

## Mossberg 590
- Platine : simple action
- Calibre : 12, 20
- Longueur : 104,1 cm (avec canon de 51 cm et crosse fixe)
- longueur du canon : le plus souvent 45,72 cm et 50,8 cm, autres longueurs disponibles
- Capacité : 9 coups (cartouche de 70 mm), 8 coups (cartouche de 76 mm), 7 coups ou moins sur les modèles à canon court
- Masse (arme vide) : 3,17 kg (avec canon de 51 cm et crosse fixe)

## Mossberg 500 HS (Home Security) 410
- Platine : simple action
- Calibre : 410 Magnum
- Longueur : 94,6 cm
- longueur du canon : 47 cm
- Capacité : 6 coups
- Masse (arme vide) : 2,5 kg

## Mossberg 500 M
Lancé en 2017, il s'agit d'une version à boîtier-chargeur.

## Mossberg 500 Viking
Ce sont les modèles d'entrée de gamme vendus moins chers.

## Utilisateurs officiels
En plus des USA, les Mossberg 500/590/Maverick M88 sont utilisés par les policiers et les soldats des pays suivants :
- Afghanistan
- Brésil
- Égypte
- Haïti
- France :  Le modèle 500 est en service en nombre limité dans l'Armée de terre française (Forces spéciales, troupes stationnées en Guyane). Le 500 Cruiser est utilisé par le GSPR. De même, l'Armée de l'air utilise le Maverick M88 pour garder ses bases aériennes.
- Irak
- Islande : Police nationale d'Islande .
- Japon
- Kazakhstan
- Liban
- Malaisie : Forces spéciales malaisienne et corps RELA .
- Mexique
- Pays - Bas : 590DA1 est utilisé par le Korps Commandotroepen , l'infanterie mécanisée et la brigade parachutiste de l' armée royale néerlandaise .
- Nicaragua
- Philippines
- Pologne : M500 utilisés par la gendarmerie prévotale et 590 utilisés par la Policja depuis 1994. Probablement utilisés par les troupes polonaises en Afghanistan .
- Portugal : utilisé par le Corps des Marines portugais .
- Serbie : Mossberg M-590 est utilisé par l' unité spéciale antiterroriste .
- Îles Salomon : utilisées par la police royale des Îles Salomon .
- Yémen :  Mossberg 500.